# Рамазан-байрам
Свято розговіння (араб. عيد الفطر, Ід уль-Фітр, малайськ. Харе Райя), відоме також як Ораза-байрам (крим. Oraza bayramı) або Ураза-байрам (тат. Ураза бәйрәме) — свято у мусульманських народів. Йому передує 30-денний піст, що розпочинається в перший день молодика місяця Рамадан (або Рамазан). Як переказують, саме в цей місяць Мухаммеду скорилася Мекка й мусульманам даровано Коран.
Ще задовго до посту по радіо, телебаченню і в пресі правовірним нагадують про обов'язки та правила поведінки під час Рамадану. Не можна говорити непристойності, брехати, робити облудні та нечестиві вчинки, лихословити та паплюжити іншого. Цілий день, од світанку до заходу Сонця, їм не дозволено ні пити, ні їсти, ні палити. Проте все, від чого слід утримуватися вдень, дозволено впродовж ночі — від заходу сонця до світанку.
Слово «рамадан» означає «горіти», тобто в цьому місяці при дотриманні посту «згоряють» усі гріхи, зачиняються двері пекла (Джаханнам) і відчиняються двері раю (Джаннат). Звільняються від посту лише вагітні жінки й матері-годувальниці, хворі, подорожні та військовики.
Поряд із дотриманням посту іслам приписує мусульманам чинити добрі справи, нагодувати голодного, запросити до себе в дім хоча б одну людину, що дотримується посту, й увечері нагодувати її вечерею. І не обов'язково вечеря має бути пишна, а гостей багато. Досить нагодувати бодай одного. А якщо господар бідний, вистачить лише подати гостеві води.
Кожний день посту присвячено молитвам, читанню Корану, побожним роздумам і праці. У цей місяць можна випрохати у Аллаха прощення за гріхи й підготувати себе до будь-яких випробовувань.
Господині ще за чотири дні до свята починають ретельно прибирати оселю, чистять худобу, прибирають дворові приміщення. У цих приготуваннях беруть участь усі члени сім'ї. У ці ж дні одвідують цвинтарі, впорядковують могили близьких. Дітям заздалегідь шиють або купують новий одяг, взуття. Готують національні страви, печуть солодощі.
Перед святом усі члени родини повинні обов'язково скупатися, одягти чисту білизну, впорядкувати волосся, пообстригати нігті. Жінки фарбують хною волосся й перші фаланги пальців.
Таким чином готуються до священної ночі місяця Рамадан, яка припадає на 27-ме число.
Усі зготовлені вдома наїдки діти розносять сусідам, відбувається взаємний обмін святковими стравами. Цей стародавній звичай означає — «щоб у домі завжди був запах їжі».
Місячний піст завершується в ніч божественного призначення та свято розговіння. Це ніч «вирішення людських доль, ніч могутності». Вважають, що саме в цю ніч Аллах визначає долю кожної людини на весь рік.

## Дати святкування
- 1995: 3 березня
- 1996: 20 лютого
- 1997: 9 лютого
- 1998: 30 січня
- 1999: 19 січня
- 2000: 8 січня & 27 грудня
- 2001: 16 грудня
- 2002: 6 грудня
- 2003: 25 листопада
- 2004: 14 листопада
- 2005: 3 листопада
- 2006: 23 жовтня
- 2007: 13 жовтня
- 2008: 1 жовтня
- 2009: 21 вересня
- 2010: 10 вересня
- 2011: 31 серпня
- 2012: 19 серпня
- 2013: 8 серпня
- 2014: 28 липня
- 2015: 17 липня
- 2016: 6 липня
- 2017: 25 червня
- 2018: 15 червня
- 2019: 5 червня
- 2020: 24 травня
- 2021: 13 травня
- 2022: 2 травня
- 2023: 21 квітня
- 2024: 10 квітня
- 2025: 31 березня